# Приз имени Карла Мэлоуна
Приз и́мени Ка́рла Мэло́уна (англ. Karl Malone Award) — это ежегодная баскетбольная награда, вручаемая Залом славы баскетбола имени Джеймса Нейсмита лучшему тяжёлому форварду в студенческом мужском баскетболе. Премия названа в честь тяжёлого форварда «Юты Джаз», 14-кратного участника матча всех звёзд НБА Карла Мэлоуна.
Первым обладателем этой награды стал Монтрез Харрелл из Луисвиллского университета. Действующим обладателем этой премии является Оби Топпин из Дейтонского университета.